# IJzer(III)sulfaat
IJzer(III)sulfaat of di-ijzertris(sulfaat) is een ijzerzout van zwavelzuur, met als brutoformule Fe2(SO4)3. De stof komt in zuivere en watervrije toestand voor als een wit kristallijn poeder, dat slecht oplosbaar is in water. Het nonahydraat, Fe2(SO4)3 · 9 H2O, is evenwel geel gekleurd en zeer goed oplosbaar in water: 4400 g/L.

## Natuurlijk voorkomen
IJzer(III)sulfaat is een redelijk vaak voorkomende verbinding in de natuur. Tal van mineralen dragen een ijzer(III)- en een sulfaation in hun kristalstructuur, al dan niet gehydrateerd:
- Mikasaiet
- Coquimbiet
- Paracoquimbiet
- Korneliet
- Quenstedtiet
- Lauseniet

De meeste van deze mineralen zijn evenwel onstabiel en vatbaar voor onder meer hydrolyse en reductie. Ze komen daarom meestal voor in een pyriet- of marcasietmatrix.

## Synthese
IJzer(III)sulfaat wordt op grote schaal bereid door reactie van zwavelzuur, een hete oplossing van ijzer(II)sulfaat en een oxidator (zoals salpeterzuur, waterstofperoxide, kaliumchloraat of kaliumperoxodisulfaat).

## Eigenschappen en toepassingen
IJzer(III)sulfaat vormt met sulfaten van alkalimetalen of met ammoniumsulfaat typische dubbelzouten: aluinen. Ammoniumijzer(III)sulfaat, (NH4)Fe(SO4)2 · 12 H2O, wordt in de argentometrie als indicator gebruikt.
IJzer(III)sulfaat wordt onder meer als beitsmiddel gebruikt. In de geneeskunde wordt het aangewend omwille van de bloedstelpende en adstringerende werking.